# Cristo davanti a Caifa (Honthorst)
Cristo davanti a Caifa, noto anche Cristo davanti al sommo sacerdote, è un dipinto del pittore olandese Gerard van Honthorst realizzato circa nel 1617 e conservato nella National Gallery a Londra nel Regno Unito.

## Storia
Tra il 1610-1620 Gerard van Honthorst soggiornò e lavorò a Roma. Il pittore Joachim von Sandrart (allievo di Honthorst) sostiene che il marchese Vincenzo Giustiniani fece realizzare da Honthorst il dipinto per la collezione del suo palazzo. Giustiniani, nella sua collezione, aveva un altro dipinto del pittore Luca Cambiaso e Honthorst ne percepì il soggetto e lo stile e anche di altri maestri italiani come Caravaggio.
Fece i seguenti passaggi: 1) collezione privata Vincenzo Giustiniani, Roma, 1638-1804; 2) collezione privata Lucien Bonaparte, Parigi, 1804-1820; 3) collezione privata Duca di Lucca 1820-1840; 4) collezione privata Cromartie Sutherland-Leveson-Gower, IV, Gran Bretagna 1840-1913; 5) National Gallery, Londra, 1922 -.

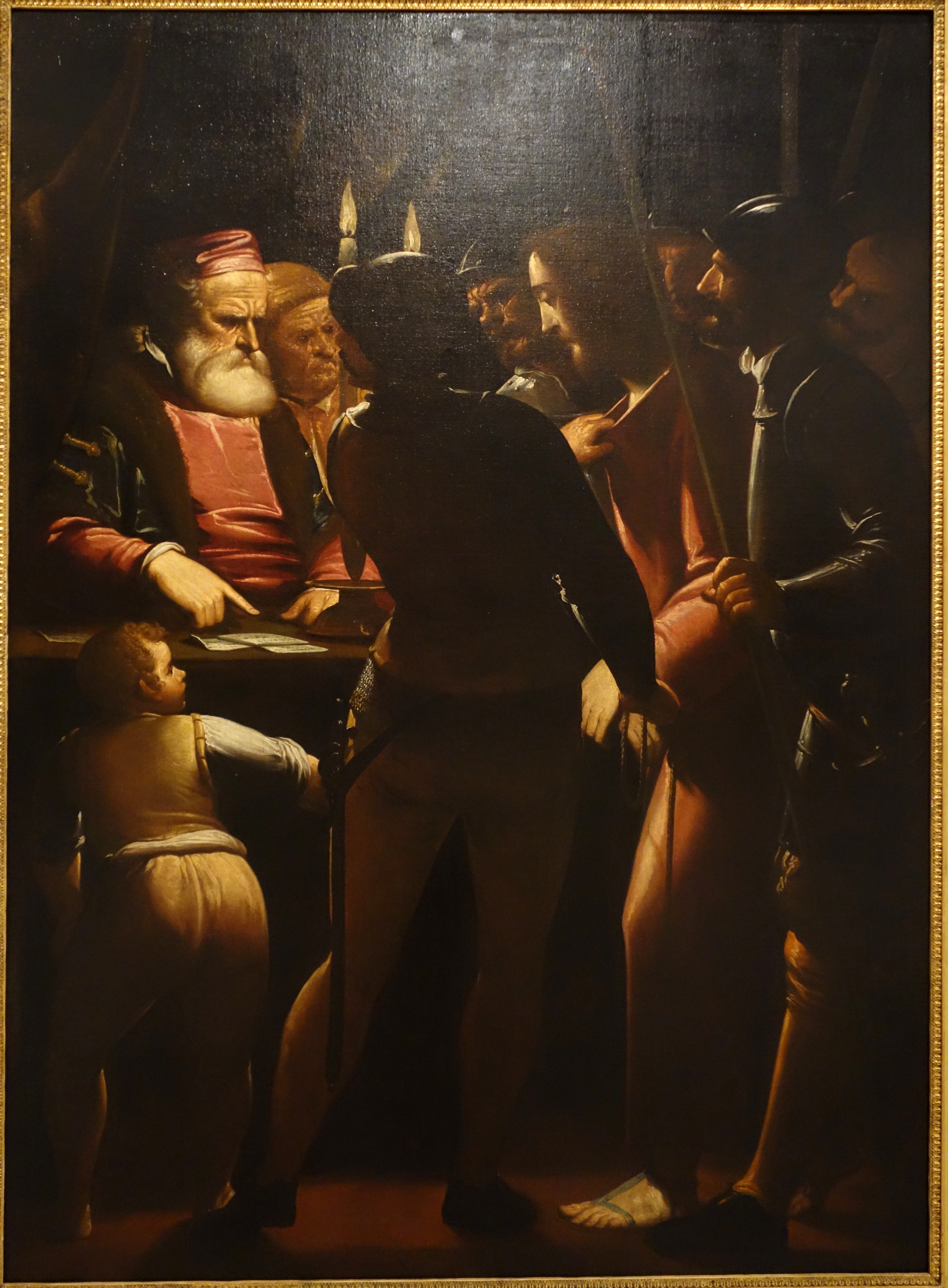
Cristo davanti a Caifa di Luca Cambiaso realizzato circa nel 1570 ora conservato all'Accademia ligustica di belle arti a Genova

## Descrizione
È una scena dei vangeli canonici riguardante la Passione di Gesù. Dopo aver catturato Cristo, fu condotto dal sommo sacerdote Caifa, dove gli scribi e i sommi sacerdoti lo stavano aspettando.
Honthorst ha colto il momento in cui Caifa pone l'ultima domanda agli accusati. Il volto di Gesù esprime la pace e l'autocontrollo che, secondo la testimonianza, ha mantenuto durante l'intero processo di interrogatorio. La scena si svolge di notte. Sul tavolo, al centro, c'è una candela - l'unica fonte di luce. Illumina il libro e i volti dei due protagonisti dell'evento: Gesù e Caifa. Caifa è seduto dietro il tavolo nel quale c'è il libro della legge mosaica e punta il dito in modo accusatorio a Gesù. Caifa sostenne l'interpretazione della legge mosaica che Gesù avrebbe infranto. Sullo sfondo, dietro Cristo e Caifa, sono presenti le figure di altri sommi sacerdoti. Attendono il giudizio e le loro facce sono avvolte nell'oscurità che aumenta la tensione.